# Чхве Джинхёк
Чхве Джинхёк (кор. 최진혁, настоящее имя — Ким Тхэхо (кор. 김태호?, 金太昊?); род. 9 февраля 1986, Мокпхо, Чолла-Намдо) — южнокорейский актёр и певец. Сыграл в таких популярных сериалах, как «Мисс Панда и мистер Ёжик», «Книга семьи Гу» и «Наследники».

## Биография
Ким Тхэхо начал свою актёрскую карьеру, выиграв главный приз на реалити-шоу талантов «Survival Star Audition» в 2006 году. В 2010 году он взял себе псевдоним Чхве Джинхёк до выхода в эфир семейного сериала «Всё окей, доченька» (2010), в которой он сыграл свою первую главную роль. Он также снялся в романтических комедиях «Хочу романтики» (2011) и «Мисс Панда и мистер Ёжик» (2012). В 2012 году он так же дебютировал на большом экране в романтическом фильме «Клиника музыкального слуха».
Его популярность резко поднялась в 2013 году после того, как он снялся в исторической драме «Книга семьи Гу». Вскоре Чхве утвердили на второстепенные роли в двух громких проектах: сериале известного сценариста Ким Инсук «Наследники» и экшен-фильме «Одно движение Божье». Его коллега по фильму Чон Усон также снял его в короткометражном фильме «Начало мечты» (Чхве присоединился к агентству Чона «Red Brick House»).
В 2014 ещё одна главная роль в романтическом сериале про врачей «Врачи неотложки», а также второстепенная роль в сериале «Обречён любить тебя». В конце того же года вышел политический сериал «Гордость и предубеждение», за главную роль в которой Чхве Джинхёк получает премию канала MBC (MBC Drama Awards) «За выдающиеся достижения» («Excellence Award, Actor in a Special Project Drama»).
Джинхёк вынужден был взять паузу в актёрской деятельности, 31 марта 2015 года он поступил на обязательную военную службу. У него была возможность присоединиться к рекламной команде полиции Сеула, театральному подразделению при Сеульском столичном полицейском управлении, но он предпочёл служить в качестве действующего солдата. Правда уже через семь месяцев он был уволен из армии из-за травмы колена.
В 2017 Джинхёк вернулся в карьеру с криминальным триллером «Тоннель», который стал хитом в Китае. В 2018 году он исполнил главную роль в романтической дораме «Дьявольское удовольствие» и дораме «Последняя императрица». В 2019 году Чхве снялся в триллере-драме «Правосудие». 
В 2020 году актёр снялся в научно-фантастической боевике «Ругаль». В этом же году вышел ещё один сериал, в которой он сыграл главную роль — «Зомби-детектив».
В конце 2020 начался показ ещё одной дорамы с Джинхёком, в качестве приглашённого актёра — «Королева Чхорин».

## Личная жизнь
Чхве встречался с актрисой Сон Ынсо, они познакомились на съёмках сериала «Моя дочь Цветок» в 2011 году. Однако 4 января 2013 года было объявлено, что актёры недавно закончили свои 8-месячные отношения. Представители обоих артистов подтвердили: «Мы слышали новости о том, что они расстались. Из-за их напряжённого графика они не могли часто видеться и поэтому решили остаться друзьями».

## Фильмография
| Год       |     | Русское название                              | Оригинальное название                         | Роль                    |
| --------- | --- | --------------------------------------------- | --------------------------------------------- | ----------------------- |
| 2006      | с   | Без остановки 6: Радужный романс              | 레인보우 로망스                               | старшеклассник          |
| 2006—2007 | с   | Просто беги!                                  | 일단뛰어                                      | Ли Хёк Джин             |
| 2007      | с   | Район для молодежи                            | Оригинальное название неизвестно              | Ким Бён Ён              |
| 2007—2008 | с   | Красавица                                     | 아름다운 시절                                 | О Джэ Хёк               |
| 2008      | с   | Легенды родного города — Девятихвостая лисица | 전설의고향                                    | Хё Мун                  |
| 2008—2009 | с   | Мой милый ты                                  | 내 사랑 금지옥엽                              | Ха Дон У                |
| 2009      | с   | Легенды родного города — Пойдем со мной в ад  | 전설의 고향 - 계집종                          | Ли Ран                  |
| 2010      | с   | Паста                                         | 파스타                                        | Сон У Док               |
| 2010—2011 | с   | Не бойся, доченька                            | 괜찮아, 아빠 딸                               | Чхве Хёк Ки             |
| 2011      | с   | Хочу романтики                                | 로맨스가 필요해                               | Пэ Сон Хён              |
| 2011—2012 | с   | Моя дочь Цветок                               | 내 딸 꽃님이                                  | Гу Сан Хёк              |
| 2012      | ф   | Клиника любви                                 | 음치 클리닉                                   | Пак Мин Су              |
| 2012      | с   | Мисс Панда и мистер Ёж                        | 판다양과 고슴도치                             | Чхве Вон Иль            |
| 2013      | кор | Начало мечты                                  | Оригинальное название неизвестно              | Ким Джун Су             |
| 2013      | с   | Книга семьи Гу                                | 구가의 서                                     | Гу Воль Рён             |
| 2013      | с   | Наследники                                    | 왕관을 쓰려는 자, 그 무게를 견뎌라 – 상속자들 | Ким Вон                 |
| 2014      | ф   | Одно движение Божье                           | 신의 한 수                                    | Сун Су                  |
| 2014      | с   | Врачи неотложки                               | 응급남녀                                      | О Чан Мин               |
| 2014      | с   | Дедули краше цветов                           | 꽃할배 수사대                                 | молодой Ли Джун Хёк     |
| 2014      | с   | Обречён любить тебя                           | 운명처럼 널 사랑해                            | Дэниел Питт             |
| 2014—2015 | с   | Гордость и предубеждение                      | 오만과 편견                                   | Гу Дон Чи               |
| 2015      | ф   | Влюбленная вампирша                           | 恋する ヴァンパイア                           | Майк                    |
| 2017      | с   | Тоннель                                       | 터널                                          | Пак Кван Хо             |
| 2018      | с   | Дьявольское удовольствие                      | 마성의 기쁨                                   | Гон Ма Сон              |
| 2018—2019 | с   | Последняя императрица                         | 황후의 품격                                   | На Ван Сик / Чхон У Бин |
| 2019      | с   | Правосудие                                    | 저스티스                                      | Ли Тэ Гён               |
| 2019      | с   | Цветочная команда: Брачное агентство Чосона   | 꽃파당: 조선혼담공작소                        | военный офицер          |
| 2020      | с   | Ругаль                                        | 루갈                                          | Кан Ки Бом              |
| 2020      | с   | Зомби-детектив                                | 좀비탐정                                      | Ким Му Ён / Кан Мин Хо  |
| 2020—2021 | с   | Королева Чхорин                               | 철인왕후                                      | Чан Бон Хван            |
| 2021      | с   | Сирена                                        | 사이렌                                        | Чхве Тэ Сын             |
| 2023      | с   | Цифры                                         | 넘버스: 빌딩숲의 감시자들                     | Хан Сын Чжо             |

### Клипы
- The Love I Tried To Forget" — Devilish Charm OST (2018)
- Tae One — «Sad Song» (2013)
- TGUS — «Even If I Choke Up» (2012)

### ТВ-шоу
- ТВ — шоу Immortal Songs — Бессмертная песня — (5 сентября 2020)
- ТВ — шоу KBS Weekly Entertainment- Live Show (12 Июля 2019)
- ТВ — шоу на SBS «We Will Channel You» (7 Марта 2019)
- ТВ — шоу: Happy Together / Счастливы вместе (KBS2, 2014 года, еп. 363)
- Running Man / бегущий Человек (SBS 2010, эп. 166)
- Survival Star Audition (KBS2, 2006)

### Фотосессии
- Choi Jin Hyuk для THE NEIGHBOR Август 2019
- Choi Jin Hyuk для ARENA Август 2019
- Choi Jin Hyuk для «The China Times» Март 2019
- Choi Jin Hyuk для «Singles» за Январь 2019
- Choi Jin Hyuk для Kstyle Japanese 9 ноября 2018
- Choi Jin Hyuk для IZE Magazine December 2013
- Choi Jin Hyuk и др. Для Cosmopolitan Korea September 2013
- Choi Jin Hyuk для Elle Korea August 2013
- Choi Jin Hyuk для Marie Claire Weddings September 2013
- Choi Jin Hyuk для ARENA HOMME PLUS July 2013 Extra
- Choi Jin Hyuk для High Cut Vol. 103
- Choi Jin Hyuk для Cremieux F / W 2013 Ads
- Choi Jin Hyuk для ARENA HOMME PLUS July 2013

## Награды
- 2018 SBS Drama Awards, Top Excellence Award, Actor in a Wednesday-Thursday Drama (The Last Empress)
- 2014 MBC Drama Awards: Excellence Award, Actor in a Special Project Drama (Pride and Prejudice)
- 2014 2nd Asia Rainbow TV Awards: Outstanding Supporting Actor (Gu Family Book)
- 2013 SBS Drama Awards: New Star Award (The Inheritors)
- 2013 JAPAN Star Awards : Best New Actor (Gu Family Book)
- 2013 6th Style Icon Awards: Best K-Style Award
- 2006 KBS Survival Star Audition: Grand Prize (Daesang)